# Васильевская (Кадуйский район)
Васильевская — деревня в Кадуйском районе Вологодской области.
Входит в состав Никольского сельского поселения, с точки зрения административно-территориального деления — в Никольский сельсовет.
Расстояние по автодороге до районного центра Кадуя — 28 км, до центра муниципального образования села Никольское — 4 км. Ближайшие населённые пункты — Будиморово, Иваново, Ивановское, Мелентьево, Мокашево, Никоновская, Прягаево, Сафоново, Чертова, Шутовская.
По переписи 2002 года население — 1 человек.